# フューズネットワーク
株式会社フューズネットワーク（英名：FUSE Network,Inc.）は、2006年設立のシステムインテグレータ。本社は東京都渋谷区代々木に所在する。
グループ会社として株式会社フューズラボがある。

## 概要
電子書籍関連事業

## 沿革
- 2000年（平成12年） - 個人事業フューズネットワーク設立。
- 2006年（平成18年）9月25日 - 株式会社フューズネットワークに組織変更。資本金は1,610万円。
- 2008年（平成20年） - 本社を渋谷区代々木に移転
- 2010年（平成22年） - EPUB形式電子書籍制作環境FUSEeを発表。

## 文献
- イースト株式会社 押山 隆著 EPUB 3 標準マニュアル FUSEe β/Sigil/Word/テキストで作る! (2012)
- 小林誠司著「FUSEeβ公式マニュアル」(2011)